# Beretta
A Fabbrica d'Armi Pietro Beretta (olasz kiejtése: ˈfabbrika ˈdarmi ˈpjɛːtro beˈretta; "Pietro Beretta Fegyvergyár") olasz fegyvergyártó cég. Fegyvereiket különféle célokra használják, például rendfenntartó, katonai vagy polgári célokra. A fegyverek mellett kiegészítőket és ruhákat is forgalmaz. A Beretta a legrégebbi fegyvergyártó cég. 1650 óta az összes nagyobb európai háborúhoz szolgáltat fegyvereket.
A cég közel ötszáz éve ugyanannak a családnak a tulajdonában van. Az évek alatt versenytársakat is szerzett magának (helyi piacról pl. Benelli, Franchi), de külföldi versenytársai is akadnak, főleg Finnországból.